# John Nielsen (football)
Pour les articles homonymes, voir John Nielsen (homonymie).
John Nielsen (né le 26 mars 1946 au Danemark) est un footballeur danois, qui évoluait en tant qu'attaquant.
Il est connu pour avoir terminé meilleur buteur du championnat du Danemark lors de la saison 1971 avec 19 buts (à égalité avec Uffe Brage) et 1972 avec 16 buts (à égalité avec Karsten Lund).